# Ghetto Gospel
«Ghetto Gospel» — пісня американського репера Тупака Шакура, випущена 25 квітня 2005 року як головний сингл з його посмертного альбому Loyal to the Game. Пісня була спродюсована Емінемом і містить семпл із пісні Елтона Джона «Indian Sunset» 1971 року.
Пісня була написана Тупаком як заклик «покласти край війні на вулицях», звертаючись до марності расових відмінностей і дисидентства, особливо під об'єднуючим прапором бідності. У пісні він також віддає данину пам'яті вбитим чорношкірим активістам Малкольму Іксу та Боббі Хаттону.
У відповідь на ремікс Емінема Елтон Джон сказав: «Як йому вдалося поєднати [Indian Sunset] з Тупаком, я ніколи не дізнаюся. Це просто геніально».

## Історія створення
Тупак записав пісню для включення до різдвяного збірного альбому 1992 року A Very Special Christmas 2, але через свої юридичні проблеми пісня була виключена зі збірки та ніколи не була випущена.
Згадуючи свій досвід у 2015 році, Емінем сказав: "Ви ніколи б не змогли сказати 18/19-річному Маршаллу, що він коли-небудь зможе взяти в руки вокал Тупака і матиме таку можливість. Це був так важливий шматок історії для мене і дуже веселий, я як дитина в кондитерській; шалію від того факту, що я кладу біт під його рими.

## Музичне відео
«Ghetto Gospel» була єдиною піснею на Loyal to the Game із супровідним відео на YouTube. Музичне відео демонструє останній день життя людини перед смертельним пострілом увечері. Ні 2Pac, ні Елтон Джон не з'явилися у відео, хоча кліпи 2Pac показують по телевізору. Ближче до кінця музичного відео актора (Дж. Д. Вільямса) вбивають, але потім він з'являється на власному похороні, що підживлює чутки про те, що смерть Тупак була інсценована. Наприкінці відео є повідомлення від матері 2Pac, Афені Шакур, яке говорить: «Пам'ятайте, що треба вижити, немає нічого важливішого за це».

## Список композицій
CD-сингл
| #  | Назва           | Автор                                                   | Продюсер(и) | Тривалість |
| -- | --------------- | ------------------------------------------------------- | ----------- | ---------- |
| 1. | «Ghetto Gospel» | Tupac Shakur Marshall Mathers Elton John Bernard Taupin | Eminem      | 3:58       |

UK CD-сингл
| #  | Назва                                        | Автор                                                   | Продюсер(и) | Тривалість |
| -- | -------------------------------------------- | ------------------------------------------------------- | ----------- | ---------- |
| 1. | «Ghetto Gospel»                              | Tupac Shakur Marshall Mathers Elton John Bernard Taupin | Eminem      | 3:58       |
| 2. | «Thugs Get Lonely Too» (за участю Nate Dogg) | Shakur Nathaniel Hale Mathers                           | Eminem      | 4:48       |

## Чарти
| Чарт (2005—2006)                          | Пікова позиція |
| ----------------------------------------- | -------------- |
| Австралія (ARIA)                          | 1              |
| Австралія (ARIA) Urban Singles            | 1              |
| Австрія (Ö3 Austria Top 75)               | 3              |
| Бельгія (Ultratop Flanders)               | 25             |
| Бельгія (Ultratop Wallonia)               | 5              |
| Чехія (IFPI)                              | 1              |
| Данія (Tracklisten)                       | 20             |
| European Hot 100 (Billboard)              | 3              |
| Німеччина (Media Control AG)              | 3              |
| Ірландія (IRMA)                           | 1              |
| Нова Зеландія (RIANZ)                     | 3              |
| Шотландія (Official Charts Company)       | 1              |
| Швейцарія (Media Control AG)              | 7              |
| Велика Британія (Official Charts Company) | 1              |
| Велика Британія (UK R&B Chart)            | 1              |

| Чарт (2005)                         | Позиція |
| ----------------------------------- | ------- |
| Австралія (ARIA)                    | 12      |
| Австрія (Ö3 Austria Top 40)         | 21      |
| Європа European Hot 100 (Billboard) | 23      |
| Німеччина (Official German Charts)  | 22      |
| Ірландія (IRMA)                     | 5       |
| Нова Зеландія (Recorded Music NZ)   | 11      |
| Швейцарія (Schweizer Hitparade)     | 35      |
| Велика Британія UK Singles (OCC)    | 13      |

## Сертифікації
| Регіон | Сертифікація | Продажі |
| --- | ------------ | ------- |
| Австралія (ARIA) | Платиновий   | 70 000^ |
| Данія (IFPI Denmark) | Золотий      | 45 000  |
| Німеччина (BVMI) | Золотий      | 150 000 |
| Нова Зеландія (RIANZ) | Золотий      | 5000*   |
| Велика Британія (BPI) | Платиновий   | 600 000 |
| *продажі, що базуються лише на сертифікаціях · ^відвантаження, що базуються лише на сертифікаціях · продажі+прослуховування, що базуються лише на сертифікаціях |              |         |